# Vita inutile/L'appuntamento
Vita inutile / L'appuntamento è il settimo singolo su 7" de I Califfi pubblicato nel 1969 dalla Ri-Fi.

## Tracce
Lato A
1. Vita inutile (Piero Soffici, Vito Pallavicini)

Lato B
1. L'appuntamento (Franco Boldrini, Michele Francesio, Piero Soffici)